# Гибридная микросхема

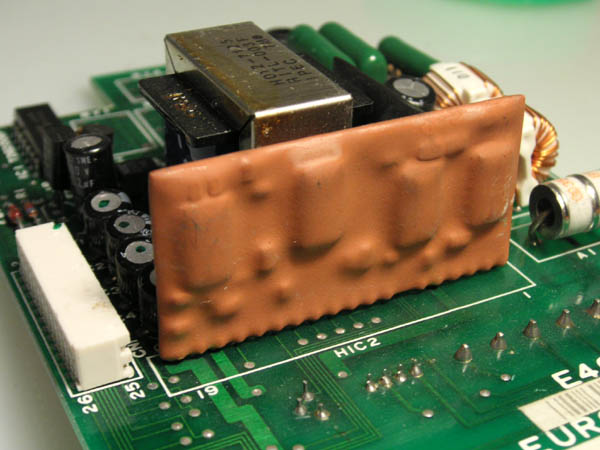
Микросборка, покрытая электроизоляционным компаундом (оранжевого цвета).

Гибридная интегральная схема (гибридная микросхема, микросборка, ГИС, ГИМС) — интегральная схема, в которой наряду с элементами, неразъёмно связанными на поверхности или в объёме подложки, используются навесные микроминиатюрные элементы (транзисторы, конденсаторы, полупроводниковые диоды, катушки индуктивности, бескорпусные микросхемы, вакуумные электронные приборы, кварцевые резонаторы и др.). В зависимости от метода изготовления неразъёмно связанных элементов различают гибридные, плёночную и полупроводниковую интегральные схемы.
Резисторы, контактные площадки и электрические проводники в ГИС изготавливают либо последовательным напылением на подложку различных материалов в вакуумных установках (метод напыления через маски, метод фотолитографии — ГИС тонкоплёночной технологии), либо нанесением их в виде плёнок (химические способы, метод шёлкографии и др. — ГИС толстоплёночной технологии).
Величины плёночных резисторов могут быть скорректированы в процессе производства с помощью лазерной подгонки (лазерное воздействие локально испаряет материал резистора, уменьшая его сечение), что необходимо, например, для создания высокоточных ЦАП и АЦП.
Навесные элементы крепят на одной подложке с плёночными элементами, а их выводы присоединяют к соответствующим контактным площадкам пайкой или сваркой. ГИС, как правило, помещают в корпус и герметизируют, потому часто элементы для ГИС выполняются в бескорпусном исполнении. Применение ГИС в электронной аппаратуре повышает её надёжность, уменьшает габариты и массу.
Гибридные МС являются дальнейшим развитием идеи микромодулей — компактных законченных функциональных блоков, собранных на миниатюрных бескорпусных элементах очень плотным монтажом. Микромодули же, в свою очередь, продолжают идеи компактронов — комбинированных радиоламп, содержащих в одном баллоне 3 и более лампы. Ещё до Второй Мировой войны существовали компактроны, в которых сразу были выполнены межэлектродные соединения ламп в нужную схему, а также имелись проволочные резисторы и дроссели, это и были первые микромодули и непосредственные предки гибридных МС.
Наиболее массово выпускаются гибридные интегральные микросхемы кварцевых генераторов, также производятся микросхемы для аудиоусилителей со встроенными мощными выходными каскадами, предназначенные для Hi-Fi-аудиоаппаратуры.

## Микросборки в СССР и России
Первая в мире гибридная интегральная схема «Квант» (позже получившая обозначение «ГИС серии 116») была разработана в 1962 году в ленинградском НИИ Радиоэлектроники (НИИРЭ, позже НПО «Ленинец»), главный конструктор — А. Н. Пелипченко. Она же была первой в мире ГИС с двухуровневой интеграцией — в качестве активных элементов в ней использованы не дискретные бескорпусные транзисторы, а третья в мире полупроводниковая ИС «Р12-2», разработанная и изготовленная в том же 1962 году по заказу НИИРЭ Рижским заводом полупроводниковых приборов (РЗПП), главный конструктор — Ю. В. Осокин. ГИС производилась до середины 1990-х годов, то есть более 30 лет.
Первая зарубежная ГИС была анонсирована фирмой IBM в 1964 году в виде STL-модулей, которые были созданы фирмой для нового семейства компьютеров IBM-360.
Следующая гибридная толстоплёночная интегральная микросхема (серия 201 «Тропа») была разработана в 1963-65 годах в НИИ точной технологии («Ангстрем»), серийное производство с 1965 года.
Разработки и исследования в области специальной микроэлектроники велись ЛНПО «Авангард». Результатом работы было создание новых видов комплектующих изделий РЭА — микросборок и устройств функциональной электроники.
Сегодня микросборки не потеряли своего значения и по-прежнему применяются в электронике. В России существуют технологии ГИС на керамических многослойных платах и технологии на основе полимерных плёнок.